# Taşlıpınar, Derebucak
Taşlıpınar là một xã thuộc huyện Derebucak, tỉnh Konya, Thổ Nhĩ Kỳ. Dân số thời điểm năm 2011 là 157 người.